# Везувіан

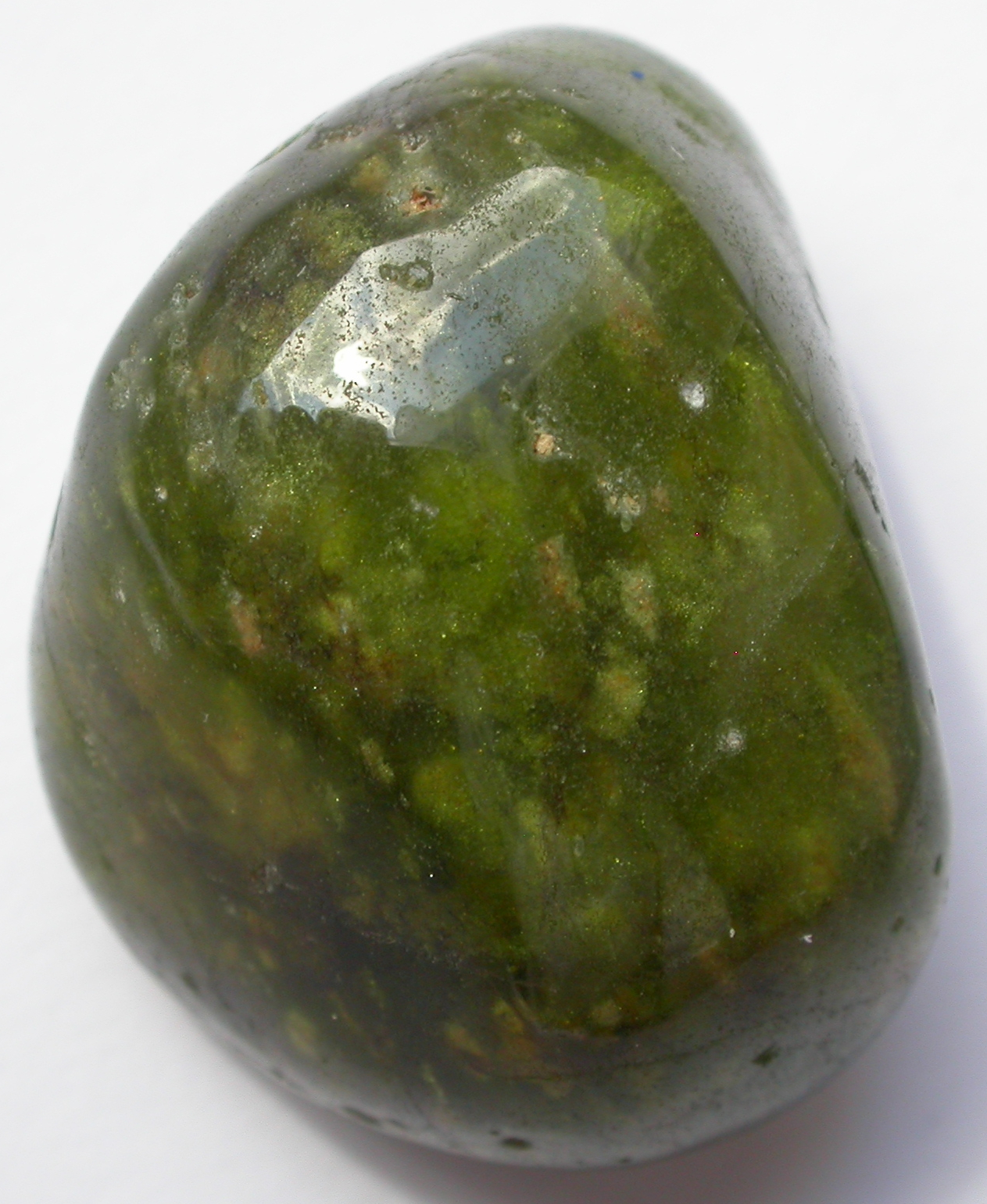
Везувіан

Везувіан, везувіаніт, ідокраз — мінерал, силікат острівної будови. Сингонія тетрагональна.

## Загальний опис
Хімічна формула: Ca10(Mg, Fe)2Al4[SiO4]5[Si2O7]2(OH, F)4. Склад у % (з Везувію): CaO — 35,67; MgO — 2,62; FeO — 2,01; Fe2O3 — 2,99; Al2O3 — 16,7; SiO2 — 36,98; H2O — 1,32. Домішки: Mn, Na2O, K2O. Твердість 6,5. Густина 3,37±0,05. Дитетрагонально-дипірамідальний вид. Кристали призматичні або пірамідальні, стовпчасті; утворює також суцільні, променисті агрегати. Колір темно-зелений, оливково-зелений, зеленувато-бурий. За забарвленням виділяють різновиди: червонуватий — егеран, блідо-блакитний — циприн, оливково-зелений або трав'яно-зелений — каліфорніт. Блиск скляний. Напівпрозорий. Злом нерівний. Поширений мінерал скарнів на контакті доломітів і вапняків, де він міститься з кальцитом, ґранатами, хлоритом, епідотом. Утворюється також разом з ґросуляром за рахунок плагіоклазів при серпентинізації ультраосновних порід.

## Різновиди
Різновиди:
- везувіан бериліїстий (відміна везувіану, яка містить до 9 % ВеО);
- везувіан бористий (відміна везувіану з околиць Осло (Норвегія), яка містить до 2,5 % В2О3);
- везувіан марганцевистий (відміна везувіану, яка містить до 8,5 % MnO);
- везувіан мідний (відміна везувіану, яка містить понад 1,5 % CuO);
- везувіан рідкісноземельний (відміна везувіану, яка містить до 4,31 % TR);
- везувіан титановий (відміна везувіану, яка містить до 5 % ТіО2);
- везувіан хромистий (відміна везувіану з Серафимовської копальні на Уралі, яка містить до 5 % Cr2O3).